# Martin Bengtsson
Martin Henrik Valdemar Bengtsson, född 3 september 1970 i Hovås i Askims församling, är en svensk företagsledare. Bengtsson var fram till hösten 2012 koncernchef för Resursgruppen där Resurs Bank och Solid Försäkrings AB ingår samt VD för ComputerCity fram till hösten 2014.   
Idag är Martin Bengtsson aktiv delägare och ledamot i Waldir AB. Martin Bengtsson är son och arvtagare till Bengt Bengtsson. Han är tillsammans med övriga i familjen Bengtsson via Waldir AB delägare i NetOnNet, SIBA och Resursgruppen. 
Martin Bengtsson är bror till Fabian Bengtsson, SIBA:s före detta VD, Victor Bengtsson, landschef för SIBA Norge samt Isabel Bengtsson.